# Theodor IV. Balsamón
Theodor IV. Balsamón (řecky Θεόδωρος Βαλσαμῶν; 1130 – 1140 Konstantinopol – kolem/po 1195 tamtéž) byl byzantský církevní právník a teolog, antiošský patriarcha v letech 1185 – 1195 (?) a igumen dvou klášterů. Byl autorem několika prací, z nich zřejmě nejvýznamnějším byl komentář k Nomokánonu 14 titulů.
Byl nejvýznamnějším byzantským komentátorem 12. století.  Za jeho protějšek na křesťanském Západě bývá označován kánonista Gracián, který působil o generaci dříve. Samotný Balsamón bývá někdy pro svou rozsáhlou tvorbu a bystrý právní a teologický vhled označován za jakéhosi pravoslavného Tomáše Akvinského.

## Život
Theodor Balsamón se narodil v první polovině 12. století v Konstantinopoli. Po studiích nastoupil církevní dráhu, přičemž působil na více pozicích u patriarchálního úřadu (nomofylax, chartofylax). Přibližně od roku 1185 působil ve funkci pravoslavného patriarchy v Antiochii. Theodor Balsamón byl také igumenem dvou konstantinopolských monastýrů (Blachernského a Monastiera tón Zipón). Mohl jím být snad proto, že kvůli vzniku křižáckých států sídlil v exilu v Konstantinopoli, a tudíž ve skutečnosti funkci patriarchy nevykonával. Izák II. uvažoval o jeho dosazení na konstantinopolský patriarchální stolec, nakonec však vybral jeruzalémského patriarchu Dosithea. Poslední roky svého života strávil Theodor v Monastýru tón Zipón, jehož poloha není známa (nacházel se zřejmě na předměstí Konstantinopole). Přesně znám není ani rok jeho úmrtí, stalo se tak však kolem/po roce 1195, přičemž je možné, že v roce 1197 ještě žil.

## Dílo
V 70. letech 12. století na popud Manuela I. a patriarchy Michala III. Anchilaa Theodor započal práci na svém komentáři k Nomokánonu připisovanému patriarchovi Fotiovi . Jeho cílem bylo sladit starší i novější ustanovení světského a církevního práva. Stalo se tak poté, co metropolita v byzantské Amasei nechtěl obsadit biskupský stolec ve městě Amisos. Konstantinopolský patriarcha podle justiniánských ustanovení stolec obsadil vlastním biskupem, což vedlo k roztržce. Metropolita se odvolal k císaři, který patriarchovo rozhodnutí prohlásil za neplatné, protože nebylo zahrnuto v Basilikách.
Balsamón církevněprávní normy vysvětlil a k mnoha překonaným či kontradiktorním kánonům zaujal kritické stanovisko. Částečně vycházel z Jana Zónara, ačkoli si od něho držel odstup. Na rozdíl od jiných byzantských kanonistů však Balsamonovo dílo obsahovalo velké množství starších církevních právních textů, které se díky němu zachovaly do dnešní doby. Byl podporovatelem císařské světské moci, čímž se zásadně lišil od tehdejších církevních právníků jakými byli Zónaras i západní Gracián. Bránil i postavení konstantinopolského patriarchátu a byl kritický vůči Římu.
Komentář se skládá z více částí a je možné, že Balsamón dílo doplňoval až do své smrti. V komentáři využíval Justiniánovy novely, včetně zkrácené formy, která se nacházela v dokumentu Collectio tripartita, jak je patrné z metody dvojích referencí. Přinejmenším během služby jako chartofylax měl k dispozici i celý text Basilik. Jeho citáty z nich jsou obvykle doplněny odkazem podle knihy, titulu a kapitoly, a v zásadě jsou správné. Kromě toho využil množství císařských post-justiniánských novel a patriarchálních aktů. Poslední novela světského práva, kterou do díla zahrnul, byla novela Izáka II. vydána po dubnu 1193; posledním zmíněným patriarchálním aktem byl akt Nikéta II. ze dne 17. listopadu 1186.
Theodor napsal i několik jiných pojednání. Mimo jiné v nich podporoval v pravoslavné církvi problematizované třetí postupné manželství či postavení úřadu chartofylaxe proti úřadu prótekdika. Publikovány byly dva jeho dopisy: jeden o půstu, druhý o přijímání noviců do klášterů. Patřil k ochráncům institutu charistikie. Některá jeho rozhodnutí o určitých právních otázkách, jako například o zpovědi, jsou v zajímavém a ostrém kontrastu s postojem Symeona Nového Teologa. Několik rukopisů mu připisuje i schólii ke starozákonním prorokům.
V roce 1195 podal alexandrijskému patriarchovi Marku III. odpovědi na asi 60 kanonických otázek, které adresoval stálé synodě v Konstantinopoli. Nedávné studie prokázaly, že druhá revize těchto odpovědí byla pravděpodobně vytvořena metropolitou Janem z Chalkedónu.
Metoda, kterou Balsamon používal při výkladu kánonů, je primárně exegetická. Využíval parafrázi textu, interpretoval složité pojmy a poukazoval na důvod, který vedl k přijetí, a také na historický rámec. Porovnával kánony s podobnými normami a poukazoval na konflikty s pozdějšími kanonickými nebo civilními ustanoveními - obvykle na základě praxe, která se v jeho době uplatňovala.
Jeho vliv lze pozorovat v řecké i slovanské kanonické literatuře. Do slovanského prostředí Balsamón vstoupil díky překladům i dílům, která jím byla ovlivněna (zejména od Matěje Blastera). Vliv jeho prací spočíval v jeho všeobecném uznání jako experta na světské i církevní právo své doby. Kritika vůči němu vycházela zejména ze skutečnosti, že řešení, která poskytl k některým otázkám, byla diktována důvodem účelnosti. V 15. století byl kritizován například Neilem Kabasilem.